# Kristdala församling
Kristdala församling var en församling i Linköpings stift och Oskarshamns kommun. Den 1 januari 2010 uppgick församlingen i Döderhults församling i Växjö stift. Församlingskyrka var Kristdala kyrka.

## Administrativ historik
Församlingen har medeltida ursprung. 
Församlingen utgjorde tidigt eget pastorat för att senare också tidigt vara moderförsamling i pastoratet Kristdala och Tuna. Den var därefter åter eget pastorat. Den 1 januari 2010 uppgick Kristdala församling i Döderhults församling och kom då att ingå i Växjö stift.
Församlingskod var 088204.

## Series pastorum
Det anges särskilt att sedan år 1582 har samma släkt, Duræus-Meurling, innehaft kyrkoherdebefattningen inom pastoratet.
| Ämbetstid            | Namn                            | Levnadstid | Övrigt |
| -------------------- | ------------------------------- | ---------- | ------ |
| 1474                 | Nicolaus Canuti (se Lönneberga) |            |        |
| början av 1500-talet | Carolus Petri                   |            |        |
| före 1525            | Olaus Nicolai Öning             |            |        |
| 1525                 | Henricus Petri                  |            |        |
| 1542                 | Alvardus Hemmingi               |            |        |
| 1547                 | Nicolaus Erici                  |            |        |
| 1564–1570            | Nicolaus Joannis (Johannis)     | d. 1604    |        |
| 1570–1582            | Anundus Olai (Anund Olsson)     |            |        |
| 1582–1629            | Nicolaus Christophori           | d. 1629    |        |
| 1629–1633            | Bartholdus Duræus               | 1598–1633  |        |
| 1635–1662            | Claudius Svenonis               | d. 1662    |        |
| 1663–1708            | Johannes Duræus                 | 1628–1708  |        |
| 1708–1738            | Olof Meurling                   | 1658–1738  |        |
| 1738–1789            | Pehr Meurling                   | 1707–1794  |        |
| 1790–1826            | Pehr Meurling                   | 1746–1826  |        |
| 1827–1873            | Carl Meurling                   | 1787–1873  |        |
| 1874–1923            | Charodotes Meurling             | 1847–1923  |        |
| 1924–1953            | Erik Meurling                   | 1879–1961  |        |
| 1980–1984            | Arnold Arvidsson                | 1938–      | [ 5 ]  |

## Organister
| Ämbetstid | Namn           | Levnadstid | Övrigt   |
| --------- | -------------- | ---------- | -------- |
| 1727–1728 | Knut Andersson |            | Klockare |
| 1745–1752 | Lars Clase     |            | Organist |
| 1753      | Sven Dahlgren  |            | Organist |
| 1772–1811 | Sune Löngren   | 1743–1811  | Organist |